# Courçay
Courçay és un municipi francès, situat al departament de l'Indre i Loira i a la regió de Centre – Vall del Loira. L'any 2007 tenia 771 habitants.

## Demografia

### Població
El 2007 la població de fet de Courçay era de 771 persones. Hi havia 284 famílies, de les quals 56 eren unipersonals (24 homes vivint sols i 32 dones vivint soles), 96 parelles sense fills, 120 parelles amb fills i 12 famílies monoparentals amb fills.
La població ha evolucionat segons el següent gràfic:
Habitants censats

### Habitatges
El 2007 hi havia 348 habitatges, 299 eren l'habitatge principal de la família, 34 eren segones residències i 15 estaven desocupats. Tots els 347 habitatges eren cases. Dels 299 habitatges principals, 244 estaven ocupats pels seus propietaris, 47 estaven llogats i ocupats pels llogaters i 8 estaven cedits a títol gratuït; 16 tenien dues cambres, 32 en tenien tres, 73 en tenien quatre i 178 en tenien cinc o més. 248 habitatges disposaven pel capbaix d'una plaça de pàrquing. A 119 habitatges hi havia un automòbil i a 165 n'hi havia dos o més.

### Piràmide de població
La piràmide de població per edats i sexe el 2009 era:
| Homes | Edats   | Dones |
| ----- | ------- | ----- |
| 0     | 95 o +  | 0     |
| 0     | 90 a 94 | 0     |
| 4     | 85 a 89 | 8     |
| 12    | 80 a 84 | 0     |
| 4     | 75 a 79 | 16    |
| 4     | 70 a 74 | 8     |
| 16    | 65 a 69 | 20    |
| 16    | 60 a 64 | 12    |
| 12    | 55 a 59 | 16    |
| 20    | 50 a 54 | 16    |
| 40    | 45 a 49 | 36    |
| 52    | 40 a 44 | 44    |
| 20    | 35 a 39 | 28    |
| 24    | 30 a 34 | 32    |
| 4     | 25 a 29 | 4     |
| 28    | 20 a 24 | 4     |
| 44    | 15 a 19 | 16    |
| 28    | 10 a 14 | 28    |
| 12    | 5 a 9   | 32    |
| 12    | 0 a 4   | 8     |

## Economia
El 2007 la població en edat de treballar era de 528 persones, 420 eren actives i 108 eren inactives. De les 420 persones actives 395 estaven ocupades (218 homes i 177 dones) i 25 estaven aturades (8 homes i 17 dones). De les 108 persones inactives 33 estaven jubilades, 47 estaven estudiant i 28 estaven classificades com a «altres inactius».

### Ingressos
El 2009 a Courçay hi havia 319 unitats fiscals que integraven 858 persones, la mediana anual d'ingressos fiscals per persona era de 20.748 €.

### Activitats econòmiques
Dels 27 establiments que hi havia el 2007, 1 era d'una empresa alimentària, 1 d'una empresa de fabricació d'altres productes industrials, 6 d'empreses de construcció, 3 d'empreses de comerç i reparació d'automòbils, 4 d'empreses d'hostatgeria i restauració, 1 d'una empresa financera, 4 d'empreses immobiliàries, 2 d'empreses de serveis, 2 d'entitats de l'administració pública i 3 d'empreses classificades com a «altres activitats de serveis».
Dels 12 establiments de servei als particulars que hi havia el 2009, 3 eren tallers de reparació d'automòbils i de material agrícola, 1 guixaire pintor, 3 fusteries, 1 lampisteria, 1 electricista i 3 restaurants.
L'únic establiment comercial que hi havia el 2009 era una fleca.
L'any 2000 a Courçay hi havia 18 explotacions agrícoles que ocupaven un total de 1.534 hectàrees.

## Equipaments sanitaris i escolars
El 2009 hi havia una escola elemental.

## Poblacions més properes
El següent diagrama mostra les poblacions més properes.